# Governació de Guiza
La governació de Guiza (àrab: محافظة الجيزة, muḥāfaẓat al-Jīza) és una de les governacions o muhàfadhes d'Egipte. Està situada al centre del país i la seva capital és la ciutat de Guiza. També destaquen les ciutats d'Atfih i Memfis, així com la Necròpolis de Guiza i l'oasi de Bahariya. L'any 2006 tenia 6.272.571 habitants.